# Comuna Jemciujne, Iuriivka
Jemciujne (în ucraineană Жемчужне) este o comună în raionul Iuriivka, regiunea Dnipropetrovsk, Ucraina, formată din satele Jemciujne (reședința), Katerînivka, Kindrativka, Varlamivka, Vasîlivka și Zatîșne.

## Demografie
Componența lingvistică a satului Jemciujne
     Ucraineană (91,72%)
     Rusă (5,78%)
     Alte limbi (0,11%)
Conform recensământului din 2001, majoritatea populației satului Jemciujne era vorbitoare de ucraineană (91,72%), existând în minoritate și vorbitori de rusă (5,78%).